# 퍼스트 비엔나 FC
퍼스트 비엔나 FC(First Vienna FC)는 오스트리아 빈에 속해 있는 되블링을 연고로 하는 축구 팀이다. 이 팀은 1894년에 창단되었으며, 현재 오스트리아 레기오날리가에 참가하고 있다.

## 선수 명단

### 현역
참고: FIFA 자격 규정에 따라 소속된 국가대표팀 국기를 표시합니다. 선수는 복수의 FIFA 비회원국 국적을 가지고 있을 수 있습니다.
| 번호 | 포지션 | 국적       | 이름              |
| ---- | ------ | ---------- | ----------------- |
| 4    | MF     |            | 다니엘 럭스바허   |
| 6    | MF     | 말리       | 모하메드 사노고   |
| 7    | FW     |            | 크리스토프 몬세인 |
| 10   | MF     |            | 필립 옥스         |
| 30   | MF     | 크로아티아 | 에딘 후스코비치   |

| 번호 | 포지션 | 국적 | 이름 |
| ---- | ------ | ---- | ---- |

## 역대 감독
| 감독          | 임기        |
| ------------- | ----------- |
| 펠릭스 라츠케 | 1990 ~ 1991 |

틀:퍼스트 비엔나 FC
틀:퍼스트 비엔나 FC 감독